# Venteira
Venteira é uma freguesia portuguesa do município da Amadora, com 5,31 km² de área e 26 168 habitantes (censo de 2021). A sua densidade populacional é 4 928,1 hab./km².
É nesta freguesia que se localiza o centro do comércio no município da Amadora. A freguesia possui uma vasta área verde, com diversos parques.

## História
A freguesia foi criada pela Lei 45/79, de 11 de setembro.
Em 2013, foi-lhe anexada a parte norte da freguesia da Reboleira, entretanto extinta.

## Demografia
A população registada nos censos foi:
| Distribuição da População por Grupos Etários | Distribuição da População por Grupos Etários | Distribuição da População por Grupos Etários | Distribuição da População por Grupos Etários | Distribuição da População por Grupos Etários |
| -------------------------------------------- | -------------------------------------------- | -------------------------------------------- | -------------------------------------------- | -------------------------------------------- |
| Ano                                          | 0-14 Anos                                    | 15-24 Anos                                   | 25-64 Anos                                   | > 65 Anos                                    |
| 2001                                         | 2111                                         | 2327                                         | 11013                                        | 4156                                         |
| 2011                                         | 2132                                         | 1677                                         | 9711                                         | 5019                                         |
| 2021                                         | 3327                                         | 2392                                         | 13773                                        | 6676                                         |

## Património
- Ponte Filipina de Carenque de Baixo
- Casa Roque Gameiro
- Igreja Matriz da Amadora
- Casa Aprígio Gomes

## Equipamentos
- Hospital Professor Doutor Fernando Fonseca
- Recreios da Amadora